# Tom Forsyth
Tom Forsyth, właśc. Thomas Forsyth (ur. 23 stycznia 1949 w Glasgow, zm. 14 sierpnia 2020) – szkocki piłkarz występujący podczas kariery na pozycji obrońcy.

## Kariera klubowa
Piłkarską karierę Tom Forsyth rozpoczął w Motherwell w 1967. W październiku 1972 przeszedł do Rangers, w którym grał do końca kariery, którą zakończył w 1982. Z Rangersami trzykrotnie zdobył mistrzostwo Szkocji w 1975, 1976 i 1978, pięciokrotnie Puchar Szkocji w 1973, 1976, 1978, 1979 i 1981 oraz pięciokrotnie Pucharu Ligi Szkockiej w 1971, 1976, 1978, 1979 i 1982.
Na arenie międzynarodowej zdobył Puchar Zdobywców Pucharów w 1972 (Forsyth nie wystąpił w finale z Dinamem Moskwa). Ogółem w barwach The Gers wystąpił w 326 meczach.
| Sezon   | Klub            | Kraj    | Rozgrywki        | Mecze | Bramki |
| ------- | --------------- | ------- | ---------------- | ----- | ------ |
| 1967/68 | Motherwell F.C. | Szkocja | Division One     | 14    | 0      |
| 1968/69 | Motherwell F.C. | Szkocja | Division Two     | 33    | 13     |
| 1969/70 | Motherwell F.C. | Szkocja | Division One     | 34    | 0      |
| 1970/71 | Motherwell F.C. | Szkocja | Division One     | 33    | 3      |
| 1971/72 | Motherwell F.C. | Szkocja | Division One     | 32    | 0      |
| 1972/73 | Motherwell F.C. | Szkocja | Division One     | 5     | 1      |
| 1972/73 | Rangers F.C.    | Szkocja | Division One     | 21    | 0      |
| 1973/74 | Rangers F.C.    | Szkocja | Division One     | 18    | 1      |
| 1974/75 | Rangers F.C.    | Szkocja | Division One     | 30    | 1      |
| 1975/76 | Rangers F.C.    | Szkocja | Premier Division | 28    | 1      |
| 1976/77 | Rangers F.C.    | Szkocja | Premier Division | 35    | 0      |
| 1977/78 | Rangers F.C.    | Szkocja | Premier Division | 31    | 0      |
| 1978/79 | Rangers F.C.    | Szkocja | Premier Division | 17    | 0      |
| 1979/80 | Rangers F.C.    | Szkocja | Premier Division | 16    | 0      |
| 1980/81 | Rangers F.C.    | Szkocja | Premier Division | 22    | 0      |
| 1981/82 | Rangers F.C.    | Szkocja | Premier Division | 12    | 0      |

## Kariera reprezentacyjna
W reprezentacji Szkocji Forsyth zadebiutował 9 czerwca 1971 w przegranym 0-1 meczu eliminacji Euro 72 z Danią. W 1978 został powołany do kadry na mistrzostwa świata. Na mundialu w Argentynie wystąpił we wszystkich trzech meczach z Peru, Iranem i Holandią, który był jego ostatnim meczem w reprezentacji. Ogółem w reprezentacji rozegrał 22 mecze.
| Mecze i gole w reprezentacji | Mecze i gole w reprezentacji | Mecze i gole w reprezentacji | Mecze i gole w reprezentacji | Mecze i gole w reprezentacji | Mecze i gole w reprezentacji | Mecze i gole w reprezentacji |
| #                            | Data                         | Miasto                       | Przeciwnik                   | Gol                          | Wynik                        |                              |
| ---------------------------- | ---------------------------- | ---------------------------- | ---------------------------- | ---------------------------- | ---------------------------- | ---------------------------- |
| 1.                           | 09.06.1971                   | Kopenhaga                    | Dania                        |                              | 0:1                          | el. Euro 72                  |
| 2.                           | 17.10.1973                   | Bratysława                   | Czechosłowacja               |                              | 0:1                          | el. MŚ 1974                  |
| 3.                           | 07.04.1976                   | Glasgow                      | Szwajcaria                   |                              | 1:0                          | towarzyski                   |
| 4.                           | 06.05.1976                   | Glasgow                      | Walia                        |                              | 3:1                          | British Home Championship    |
| 5.                           | 08.05.1976                   | Glasgow                      | Irlandia Północna            |                              | 3:0                          | British Home Championship    |
| 6.                           | 15.05.1976                   | Glasgow                      | Anglia                       |                              | 2:1                          | British Home Championship    |
| 7.                           | 08.09.1976                   | Glasgow                      | Finlandia                    |                              | 6:0                          | towarzyski                   |
| 8.                           | 27.04.1977                   | Glasgow                      | Szwecja                      |                              | 3:1                          | towarzyski                   |
| 9.                           | 28.05.1977                   | Wrexham                      | Walia                        |                              | 0:0                          | British Home Championship    |
| 10.                          | 01.06.1977                   | Glasgow                      | Irlandia Północna            |                              | 3:0                          | British Home Championship    |
| 11.                          | 04.06.1977                   | Londyn                       | Anglia                       |                              | 2:1                          | British Home Championship    |
| 12.                          | 15.06.1977                   | Santiago                     | Chile                        |                              | 4:2                          | towarzyski                   |
| 13.                          | 18.06.1977                   | Buenos Aires                 | Argentyna                    |                              | 1:1                          | towarzyski                   |
| 14.                          | 23.06.1977                   | Rio de Janeiro               | Brazylia                     |                              | 1:2                          | towarzyski                   |
| 15.                          | 21.09.1977                   | Glasgow                      | Czechosłowacja               |                              | 3:1                          | el. MŚ 1978                  |
| 16.                          | 12.10.1977                   | Liverpool                    | Walia                        |                              | 2:0                          | el. MŚ 1978                  |
| 17.                          | 13.05.1978                   | Glasgow                      | Irlandia Północna            |                              | 1:1                          | British Home Championship    |
| 18.                          | 17.05.1978                   | Glasgow                      | Walia                        |                              | 1:1                          | British Home Championship    |
| 19.                          | 20.05.1978                   | Glasgow                      | Anglia                       |                              | 0:1                          | British Home Championship    |
| 20.                          | 03.06.1978                   | Córdoba                      | Peru                         |                              | 2:0                          | mistrzostwa świata           |
| 21.                          | 07.06.1978                   | Córdoba                      | Iran                         |                              | 1:1                          | mistrzostwa świata           |
| 22.                          | 11.06.1978                   | Mendoza                      | Holandia                     |                              | 3:2                          | mistrzostwa świata           |